# Caterpillar 60

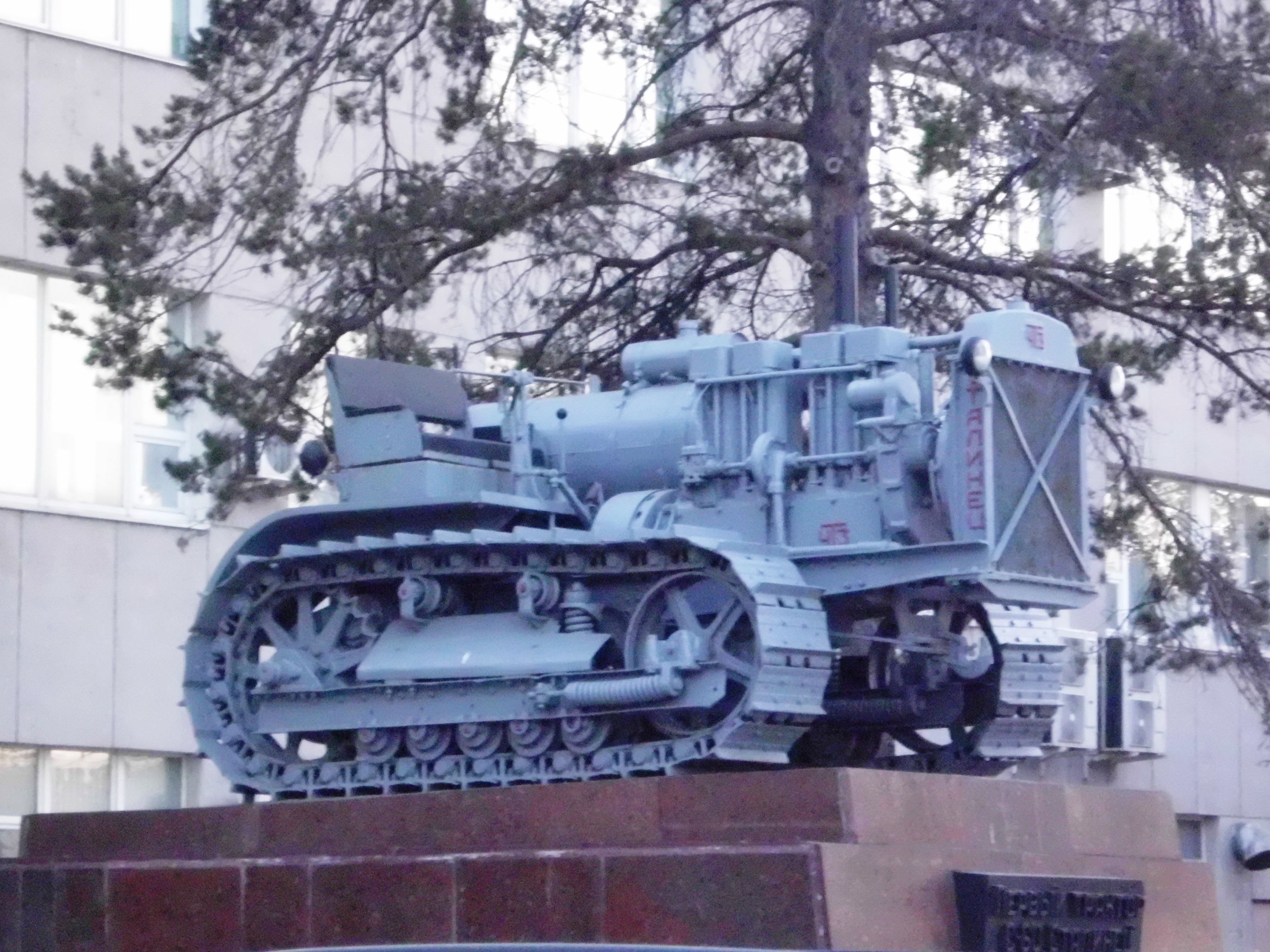
Первенец ЧТЗ — трактор С-60 «Сталинец», созданный на основе прототипа Caterpillar 60

Caterpillar Sixty — гусеничный трактор мощностью 60 лошадиных сил (45 кВт), выпускаемый компанией Caterpillar Tractor Company с 1925 по 1931 год. В то время Sixty был самым большим трактором в линейке продуктов Caterpillar.
Caterpillar Sixty был первоначально представлен в продаже в 1919 году как гусеничный трактор CL Best 60, производимый компанией CL Best Tractor Company и оказался самым успешным трактором в модельном ряду Best. После слияния в 1925 году компаний CL Best Tractor Company и Holt Manufacturing Company, в результате которых была образована компания Caterpillar Tractor Company, Best 60 был переименован в Caterpillar Sixty.
В период с 1919 по 1931 год было произведено 18 948 тракторов CL Best 60 Tracklayer / Caterpillar Sixty.
В Советском союзе Caterpillar 60 был выбран в качестве прототипа для первого трактора Челябинского тракторного завода — С-60 «Сталинец», выпускаемого на ЧТЗ с 1933 по 1937 год.